# Балакшин Павло Миколайович
Павло Миколайович Балакшин (10 липня 1936, с. Дементьєва, Котласський район, Архангельська область, РРФСР, СРСР) — радянський і російський державний діяч, голова адміністрації Архангельської області  в 1991 - 1996 р.р., мер Архангельська в 1996 - 2000 р.р.
Лауреат Державної премії СРСР, Почесний громадянин міста Архангельська (2011) .

## Біографія
Народився в с. Дементьєва Котласского району Архангельської області в сім'ї робітників, росіянин. Отець Миколай Степанович (1906–1975), мати Анна Олексіївна (1907–1973).
Трудову діяльність розпочав у 1952 році в колгоспі «Мир». Працював бакенщиком, матросом, рульовим у Північному річковому пароплавстві, слюсарем на залізниці. З 1955 по 1958 рік проходив військову службу у Київському військовому окрузі, старшим механіком радіолокаційного обладнання.
Закінчив заочно Архангельський лісотехнічний інститут в 1972 році, Сокальський целюлозно-паперовий технікум в 1965 році.
З 1959 по 1985 рік — слюсар, потім — старший машиніст, старший майстер насосних станцій, старший майстер картонної фабрики, заступник головного інженера, головний інженер Котласского целюлозно-паперового комбінату, сел. Коряжма, Архангельська область.
З 1985 по 1987 рік — директор дирекції будівництва Ардінского целюлозно-паперового комбінату всесоюзного виробничого об'єднання (ВПО) «Союзбумага» (Йошкар-Ола).
З 1987 по 1990 рік — головний інженер ВПО «Союзцеллюлоза» Мінліспрому СРСР, генеральний директор Архангельського целюлозно-паперового комбінату.
З 1990 по 1991 роки — голова виконавчого комітету Архангельського обласної Ради народних депутатів. 19 вересня 1991 року Указом Президента РФ Бориса Єльцина призначений главою адміністрації Архангельської області.
У грудні 1993 року був обраний депутатом Ради Федерації першого скликання від Архангельської області.
У січні 1996 року увійшов до складу Ради Федерації другого скликання. Був обраний членом Комітету Ради Федерації у справах Федерації, федеративного договору та регіональної політики.
21 лютого 1996 був звільнений з посади голови адміністрації Архангельської області. 15 березня 1996 був виведений зі складу членів СФ другого скликання.
З 1996 по 2000 рік — мер Архангельська.
З 1 вересня 2001 року — 2007 директор інституту підвищення кваліфікації та перепідготовки кадрів АГТУ.
В даний момент громадський представник губернатора в муніципальній освіті "Місто Архангельськ ".
28 квітня 2011 року, Павлу Миколайовиу б уло присвоєно з вання «Почесний громадянин міста Архангельська» . В ідзнаки та відповідні документи, були вручені в урочистій обстановці, в ххоі святкування Дня міста (26 червня 2011 року). На Дошці пошани, де написані імена всіх почеених громадян міста, встановлять п ам'ятну табличку з його ім'ям .

## Нагороди

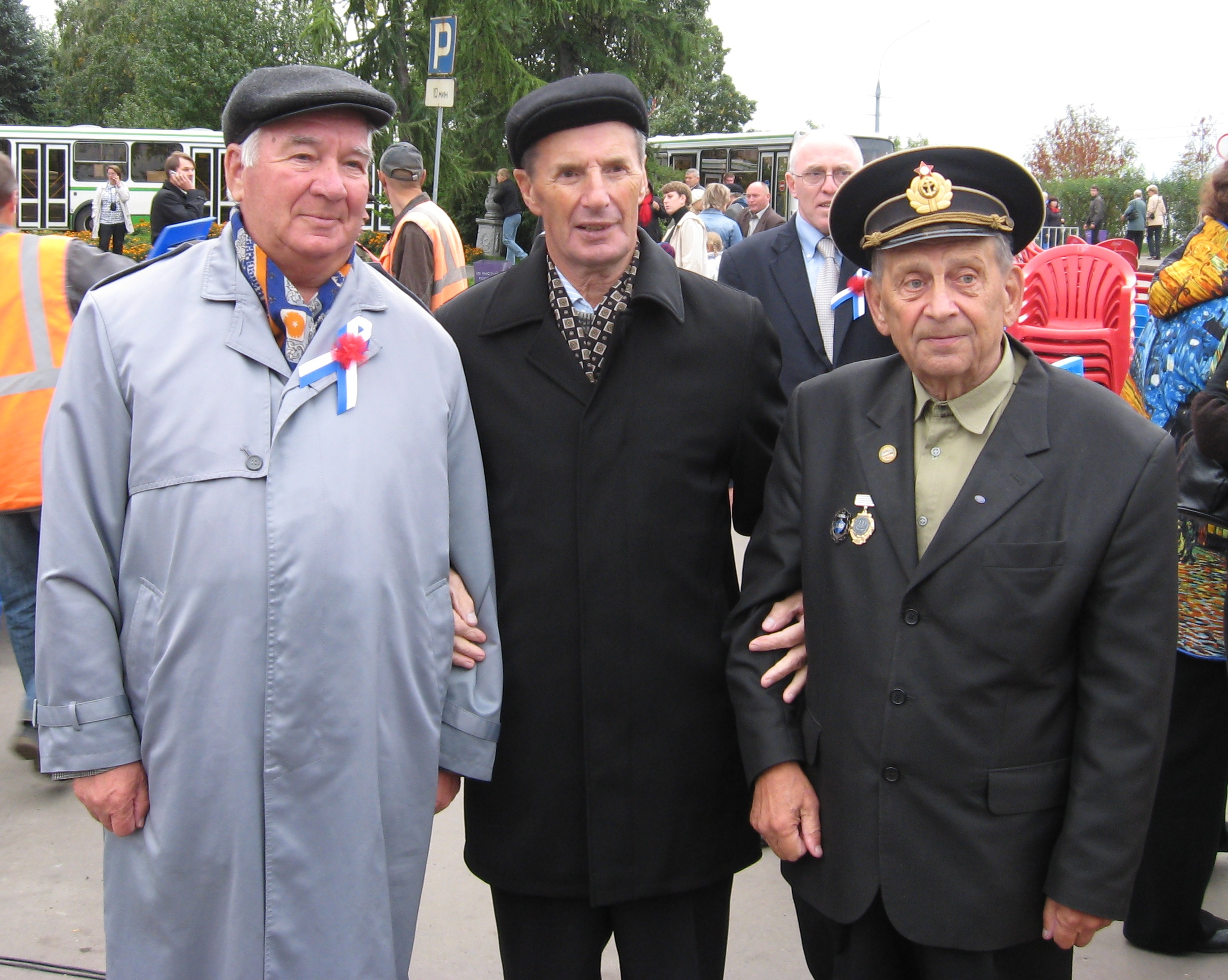
Павло Миколайович (в центрі) на церемонії відкриття стели «Місто військової слави» в Архангельську

- Орден « За заслуги перед Вітчизною» IV ступеня (6 січня 1999 року) — за заслуги перед державою, високі досягнення у виробничій діяльності і великий внесок у зміцнення дружби і співпраці між народами[5]
- Звання «Почесний громадянин міста Архангельська» (28 квітня 2011 року)[2]
- Архієрейська грамота (2006)
- нагрудний знак «За заслуги перед містом Архангельському» (2007)[6]
- лауреат Державної премії СРСР
- орден Трудового червоного Прапора
- орден Жовтнево ї революції
- медалі "За доблесну працю. В ознаменування 100-річчя від дня народження В. І. Леніна «і» Ветеран праці ".